# マンスール (モグーリスタン)
マンスール（満速児、? - 1545年）は、モグーリスタン・ハン国のハン（君主、在位：1501年/02年/03年 - 1545年）。アフマド・アラクの長子。

## 生涯
16世紀前半にマンスールは父の地位を継ぎ、トルファン、カラシャール、クチャなどを含むウイグリスタンを本拠地としてハンを称した（ウイグリスタン・ハン家。のちのトルファン ･ ハン家）。1514年にマンスールの弟スルターン・サイードはカシュガル、ヤルカンド、ホータンなどのオアシス都市を領有下に置くマンスールから自立した政権（カシュガル・ハン家）を樹立し、東トルキスタンは2人のハンの元で安定した状態に置かれた。
敬虔なイスラーム教徒であるマンスールはスーフィー教団のナクシュバンディー教団を保護し、教団の指導者ホージャ・アフラールがウイグリスタンに派遣したスーフィーのタージュッディーン・ムハンマドに帰依した。1513年にハミの支配者である忠順王バーヤジードをトルファンに拉致し、タージュッディーン・ムハンマドを統治者としてハミに派遣した。1514年、マンスールは明の領土である粛州に初めて侵入する。1518年に甘粛地方のイスラーム教徒と連合して粛州に軍隊を派遣するが、明の守将である陳九疇の要請を受けたオイラトに阻まれて攻撃は失敗する。
マンスールと同時代の歴史家で『ターリーヒ・ラシーディー』の著者であるミールザー・ムハンマド・ハイダルは、マンスールの明に対する軍事活動を異教徒に対するジハードと位置付けていた。マンスールは明の領土への侵入をジハードに転向しうるガザー（不信者に対する略奪行為）として行っていたが、明はマンスールの攻撃を通貢を求める示威行為と捉え、1529年にハミの奪回を断念した明はマンスールの通貢を承認した。以降、明末までモグーリスタンと明の関係は平穏なものとなる。1530年にモグーリスタンとオイラトとの婚姻同盟が破談になると両者の関係は悪化し、マンスールはオイラトに圧力を加え、オイラトの勢力は衰退する。